# خیابان کالینز، ساعت ۵ بعدازظهر
خیابان کالینز، ساعت ۵ بعدازظهر (انگلیسی: Collins St. , 5 pm) یک نقاشی رنگ روغن از هنرمند استرالیایی، جان براک می‌باشد که در سال ۱۹۵۵ خلق گردید.